# ブリッタ・ハイデマン
ブリッタ・ハイデマン（Britta Heidemann 1982年12月22日 - ）は、ドイツのケルン出身の女子フェンシング選手。種目はエペ。2012年5月現在の世界ランキングは22位。

## 経歴
14歳のときに両親と広西チワン族自治区桂林市や香港を観光、中国文化の魅力に取り付かれて中国語を学んだ。
バイエル社に所属し、2004年のアテネオリンピックではクラウディア・ボーケル、イムケ・デュプリッツァとのエペ団体で銀メダルを獲得した。
2007年のフェンシング世界選手権のエペ個人で金メダルを獲得した。そして2008年の北京オリンピックのエペ個人では第1シードとして出場し、準決勝で中国の李娜を15-13で、決勝でルーマニアのアナ・ブランザを15-11で破り金メダルを獲得した。
2011年には欧州委員会の中国青少年大使も務めた。この年の世界選手権では初戦で敗れた。
2012年のロンドンオリンピックの出場をかけては、ドイツの女子チームが最終予選大会で順位をあげたことで出場が決定した。そして、2012年のロンドンオリンピックのエペ個人の準決勝で韓国の申雅嵐を相手に勝利し、決勝戦でウクライナのヤナ・シェミャキナに破れ銀メダルを獲得した。この準決勝の結果については最後の1秒の判定を巡って申が抗議の座り込みを行い、ハイデマンのフェイスブックが韓国からの書き込みで炎上するなど、誤審議論を巻き起こした。

## 人物
PLAYBOY誌上でヌードを披露したこともあった。